# Theodor von Oppolzer
Theodor von Oppolzer (Praga, 26 ottobre 1841 – Vienna, 26 dicembre 1886) è stato un astronomo e matematico austriaco.

## Biografia
Figlio del medico Johann Ritter von Oppolzer, Theodor nacque a Praga, nell'allora Impero austriaco. Completò i suoi studi universitari in medicina all'Università di Vienna, conseguendo un dottorato nel 1865. Possedeva anche un importante osservatorio privato ed iniziò ad insegnare astronomia teorica e geodesia all'università nel 1866. Nel 1875 fu nominato professore. Nel 1886 fu eletto presidente dell'Associazione Geodetica Internazionale.
Era considerato un rinomato astronomo ed un abile matematico. Per esempio, ha la fama di aver memorizzato i valori di 14.000 logaritmi. Nel 1868 guidò una spedizione per l'osservazione di una eclissi solare. Più tardi (1887) fu autore del Canone delle eclissi (Canon der Finsternisse), un'autorevole ed imponente raccolta sistematica di 8.000 eclissi solari e 5.200 eclissi lunari dal 1207 a.C. fino al 2163 d.C.. Quest'opera fu riconosciuta come una delle più grandi imprese di calcolo dell'epoca.
Oppolzer fu autore di oltre 300 saggi e carteggi, di cui la maggior parte riguardanti elementi orbitali, comete e asteroidi. Pubblicò anche un manuale in due volumi sulla determinazione delle orbite delle comete e dei pianeti.  Entrambi i volumi rappresentarono dei riferimenti nello studio astronomico per molti anni.
Al momento della sua morte stava lavorando su una migliore teoria riguardo al moto lunare. Suo figlio Egon von Oppolzer fu astronomo come il padre.

## Premi e riconoscimenti
- Eletto alla Accademia Imperiale delle Scienze di Vienna, 1882.
- Eletto alla American National Academy of Sciences, 1883.
- Il cratere Oppolzer sulla Lunacporta il suo nome.
- L'asteroide 1492 Oppolzer porta il suo nome. Inoltre altri asteroidi portano il nome della moglie (237 Coelestina), e delle sue due figlie (153 Hilda e 228 Agathe).